# Tractat de No Proliferació Nuclear
El tractat sobre la no proliferació d'armes nuclears és un tractat internacional que té com a objectiu reduir l'ús d'armament nuclear al món i els riscos que comporta. Es basa en tres pilars fonamentals, que són la no proliferació d'armament nuclear, el desarmament nuclear i l'ús pacífic de l'energia nuclear. Va ser redactat i signat l'any 1968 i va entrar en vigor el 5 de març de 1970, quan el van ratificar quaranta-tres països. Actualment 189 estats formen part del tractat. L'Organisme Internacional de l'Energia Atòmica (OIEA) és l'entitat encarregada de vetllar perquè s'apliqui.
Aquest tractat considera dues categories d'Estat diferents: els que tenen permès el desenvolupament, comerç i possessió d'armes nuclears i els que no. Al primer grup només hi pertanyen cinc països; els tres depositaris, que ho són des que van signar en 1968, (Estats Units, Regne Unit i l'antiga Unió Soviètica, actualment és Rússia qui té aquest dret), i des de 1992 també França i Xina. Aquests països són també els únics membres permanents del Consell de Seguretat de les Nacions Unides. Aquests privilegis els justifiquen pel fet de ser els únics que havien fet assajos de bombes nuclears abans de 1967.
Des del seu naixement, només un país s'ha retirat d'aquest tractat, va ser Corea del Nord en 2003.